# Le Don paisible (film)
Pour les articles homonymes, voir Don.
Pour plus de détails, voir Fiche technique et Distribution.
Le Don paisible (en russe : Тихий Дон, Tikhiy Don) est un film épique soviétique en trois parties réalisé par Sergueï Guerassimov, tiré du roman du même titre de Mikhaïl Cholokhov et sorti en 1958. Les deux premières parties du film sont sorties en octobre 1957 et la troisième et dernière partie en 1958. Le film remporte le Globe de cristal au Festival international du film de Karlovy Vary en 1958 et le prix du meilleur film au Festival du film d'Union soviétique (en).

## Synopsis
La famille Melekhov, des Cosaques du Don, vit dans un village du sud de la Russie. Grigori Melekhov est un homme robuste, déchiré entre son premier amour, Aksiniya, et sa femme Natalia. Sa vie est comme un voyage pénible dans l'expérience de la Première Guerre mondiale, la Révolution russe de février 1917 et sa conséquence, la guerre civile (1917-1923). Les Cosaques, agriculteurs et guerriers traditionnels, souffrent à travers ces événements parmi les plus dramatiques de l'histoire de la Russie.

## Distribution
- Piotr Glebov : Grigori Melekhov
- Elina Bystritskaïa : Aksinia Astakhova
- Zinaïda Kirienko : Natalia Melekhova (Korchounova)
- Daniil Iltchenko : Panteleïmon Prokofievitch Melekhov (comme Danilo Ilchenko)
- Anastasia Filippova : Ilinitchna
- Nikolaï Smirnov : Piotr Melekhov
- Lioudmila Khitiaïeva : Daria Melekhova
- Natalia Arkhangelskaïa : Douniachka Melekhova
- Aleksandr Blagovestov : Stepan Astakhov
- Igor Dmitriev : Ievgeni Listnitski
- Alexandre Chatov : général Nikolaï Listnitski
- Boris Novikov : Mitka Korchounov
- Alexandre Joukov : Miron Kochevoï
- Guennadi Kariakine : Mikhaïl Kochevoï
- Vilian Chatounovsky : Ossip Stockman
- Alexandre Titov : Ivan Kotliarov
- Vadim Zakhartchenko : Prokhor Zykov
- Dmitri Kapka : père Sachka
- Piotr Tchernov : Bountchouk
- Mikhaïl Glouzski : iessaoul Kalmykov
- Viktor Boubnov : Iakov Fomine
- Viatcheslav Boutenko
- Alexandra Denissova : Loukinitchna
- Alexandre Karpov : père Grichaka
- Alexandre Grave : traducteur (non crédité)
- Valentina Khmara : Machoutka Kochevaïa
- Piotr Lioubechkine : Martin Chamil
- Elena Maximova : la mère de Kochevoï
- Olga Markina : la distillatrice clandestine (non créditée)
- Boris Mouraviov : Mikhaïl Krivochlykov
- Nikolaï Mouraviov : Podtelkov
- Lioubov Sokolova : femme de Stockman (non créditée)
- Alexandre Blagovestov : Stepan Astakhov
- Semion Svachenko : Semion Garandja
- Ivan Ryjov : Kharlampi Ermakov (non crédité)
- Mikhaïl Vassiliev : Khristonia
- Inna Vykhodtseva : Anna Pogoudko (non créditée)
- Sergueï Iourtajkine : valet
- Vassili Choukchine : matelot (non crédité)